# Ed O'Neill
Edward O'Neill, Jr. cunoscut și ca  Ed O'Neill, (n. 12 aprilie 1946, Youngstown⁠(d), Ohio, SUA) este un actor american. El este foarte cunoscut pentru interpretarea rolului Al Bundy din serialul Familia Bundy, produs de către FOX, pentru care a fost nominalizat de două ori la Premiul Globul de Aur; și a rolului Jay Pritchett în serialul Modern Family, pentru care a fost nominalizat de trei ori la Primetime Emmy și a câștigat patru Premii ale Sindicatului Actorilor.

## Viața timpurie
O'Neill s-a nascut într-o familie irlandeză catolică în Youngstown, Ohio. Mama sa, Ruth Ann (născută Quinlan), a fost gospodină și lucrătoare socială, tatăl său, Edward Phillip O'Neill, Sr. , a fost muncitor la o fabrică de oțel și șofer de camion. O'Neill a semnat cu echipa de fotbal american Pittsburgh Steelers în 1969, dar a fost exclus de la antrenament. El a fost, înainte de a deveni actor, profesor de studii sociale la liceul ursulinelor din Youngstown.

## Viața personală
O'Neill a fost căsătorit din 1986 cu actrița Catherine Rusoff, care a apărut în două episoade din Familia Bundy. În 1989, cuplul s-a separat, dar s-a împăcat în 1993. Ei au două fiice, Claire născută în 1996 și Sophia născută în 1999.

## Filmografie
| Film         | Film                                          | Film                         | Film                                   |
| An           | Film                                          | Rol                          | Alte note                              |
| ------------ | --------------------------------------------- | ---------------------------- | -------------------------------------- |
| 1972         | Deliverance                                   | Ajutorul de sheriff          |                                        |
| 1980         | Cruising                                      | Det. Schreiber               |                                        |
| 1980         | The Dogs of War                               | Terry                        |                                        |
| 1989         | Disorganized Crime                            | George Denver                |                                        |
| 1989         | K-9                                           | Sgt. Brannigan               |                                        |
| 1990         | The Adventures of Ford Fairlane               | Lt. Amos                     |                                        |
| 1990         | Sibling Rivalry                               | Wilbur Meany                 |                                        |
| 1991         | Dutch                                         | Dutch Dooley                 | Titlu alternativ: Driving Me Crazy     |
| 1992         | Wayne's World                                 | Glen, Mikita's Manager       |                                        |
| 1993         | Wayne's World 2                               | Glen, Mikita's Manager       |                                        |
| 1994         | Blue Chips                                    | Ed                           |                                        |
| 1994         | Little Giants                                 | Kevin O'Shea                 |                                        |
| 1997         | Prefontaine                                   | Bill Dellinger               |                                        |
| 1997         | The Spanish Prisoner                          | Șeful echipei FBI            |                                        |
| 1999         | The Bone Collector                            | Det. Paulie Sellitto         |                                        |
| 2000         | Lucky Numbers                                 | Dick Simmons                 |                                        |
| 2001         | Nobody's Baby                                 | Norman Pinkney               |                                        |
| 2004         | Spartan                                       | Burch                        |                                        |
| 2005         | Steel Valley                                  | Congresmenul Cardone         | Film scurt                             |
| 2008         | Redbelt                                       | Producătorul de la Hollywood |                                        |
| Televiziune  |                                               |                              |                                        |
| An           | Titlu                                         | Rol                          | Note                                   |
| 1970         | All My Children                               |                              | Episoade necunoscute                   |
| 1980         | The Day the Women Got Even                    | Ed                           | Film pentru TV                         |
| 1982         | Farrell for the People                        | Det. Jay Brennan             | Film pentru TV                         |
| 1983         | When Your Lover Leaves                        | Mack Sher                    | Film pentru TV                         |
| 1984         | Miami Vice                                    | Arthur Lawson/Artie Rollins  | Episod: Heart of Darkness              |
| 1985         | Hunter                                        | Dan Colson                   | Episod: The Garbage Man                |
| 1985         | Braker                                        | Danny Buckner                | episod pilot TV                        |
| 1985         | The Equalizer                                 | Doctor                       | Episod: The Children's Song            |
| 1986         | A Winner Never Quits                          | Whitey Wyshner               | Film pentru TV                         |
| 1986         | Popeye Doyle                                  | Popeye Doyle                 | Film pentruTV/Film pilot TV            |
| 1986         | Spenser: For Hire                             | Buddy Almeida                | Episod: Widow's Walk                   |
| 1987         | Right to Die                                  |                              | Film pentru TV                         |
| 1987–1997    | Familia Bundy                                 | Al Bundy                     | Sitcom                                 |
| 1988         | Midnight Caller                               | Hank                         | Episod: Twelve Gauge                   |
| 1988         | Police Story: Gladiator School                | Sgt. Stanley Bivens          | Film pentru TV                         |
| 1990         | A Very Retail Christmas                       | Max Crandall                 | Film pentru TV                         |
| 1990         | Saturday Night Live                           | El                           | Oaspete: 13 ianuarie 1990              |
| 1991         | The Whereabouts of Jenny                      | Jimmy O'Meara                | Film pentru TV                         |
| 1991         | Top of the Heap                               | Al Bundy                     | Episode: Top of the Heap               |
| 1993         | Nick's Game                                   | Ron Hawthorne                | Film pentru TV                         |
| 1995         | W.E.I.R.D. World                              | Dr. Monochian                | Film pentru TV                         |
| 2000         | The 10th Kingdom                              | Relish the Troll King        | Miniserie                              |
| 2001         | Big Apple                                     | Det. Michael Mooney          | 8 episoade                             |
| 2003–2004    | Dragnet                                       | Lt. Joe Friday               | 22 episoade                            |
| 2004         | In the Game                                   | Buzz                         | Episod pilot TV                        |
| 2004, 2005   | The West Wing                                 | Gov. Eric Baker              | 4 episoade                             |
| 2005         | 8 Simple Rules for Dating My Teenage Daughter | Matt                         | Episod: Old Flame                      |
| 2005         | In the Game                                   | Buzz                         | Al doilea episod TV                    |
| 2006         | Inseparable                                   | Alan                         | Film pilot TV                          |
| 2006         | Twenty Good Years                             | Brock Manley                 | Episod: Between Brock and a Hard Place |
| 2006         | The Unit                                      | William Partch               | Episod: Silver Star                    |
| 2007         | John from Cincinnati                          | Bill Jacks                   | 10 episoade                            |
| 2009–present | Modern Family                                 | Jay Pritchett                |                                        |
| 2011         | Kick Buttowski: Suburban Daredevil            | Bunicul                      | Episod: Truth or Daredevil             |

## Premii și nominalizări
| An   | Numele premiilor           | Categorie                                                     | Titlu operei  | Resultat    |
| ---- | -------------------------- | ------------------------------------------------------------- | ------------- | ----------- |
| 1992 | Golden Globe Award         | Best Performance by an Actor in a TV-Series - Comedie/Muzical | Familia Bundy | nominalizat |
| 1993 | Golden Globe Award         | Best Performance by an Actor in a TV-Series - Comedie/Muzical | Familia Bundy | nominalizat |
| 2009 | TV Land Award              | Innovator Award                                               | Familia Bundy | Câștigător  |
| 2010 | Screen Actors Guild Awards | Outstanding Performance by an Ensemble in a Comedy Series     | Modern Family | nominalizat |
| 2010 | Ewwy Awards                | Best Actor in a Comedy Series                                 | Modern Family | Câștigător  |
| 2011 | Screen Actors Guild Awards | Outstanding Performance by a Male Actor in a Comedy Series    | Modern Family | nominalizat |
| 2011 | Screen Actors Guild Awards | Outstanding Performance by an Ensemble in a Comedy Series     | Modern Family | Câștigător  |
| 2011 | Monte Carlo TV Festival    | Golden Nymph for Outstanding Actor - Comedy Series            | Modern Family | nominalizat |
| 2011 | Premiul Emmy               | Outstanding Supporting Actor in a Comedy Series               | Modern Family | nominalizat |